# Südwestdeutscher Bibliotheksverbund

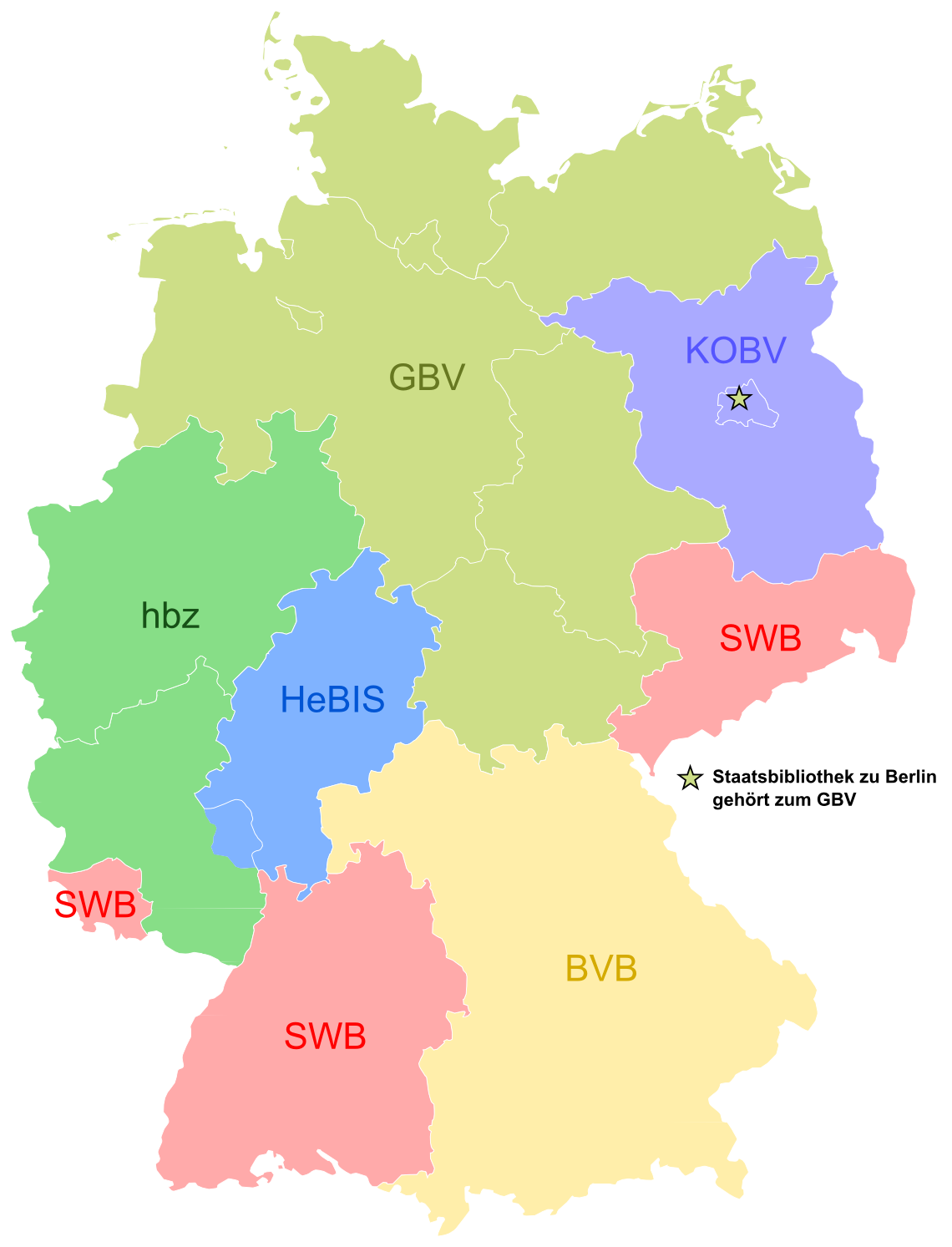
Gebiet des SWB (rot)

Der Südwestdeutsche Bibliotheksverbund (SWB) ist einer von sechs deutschen Bibliotheksverbünden. Im SWB-Verbundsystem erschließen etwa 800 Bibliotheken der Länder Baden-Württemberg, Sachsen und Saarland, der Goethe-Institute und einer Vielzahl von Max-Planck-Instituten sowie weitere bibliothekarische Einrichtungen aus dem In- und Ausland ihre Medienbestände in der gemeinsamen SWB-Datenbank, die das Bibliotheksservice-Zentrum Baden-Württemberg (BSZ) fachlich und technisch mit zusätzlichen Dienstleistungen betreibt (Datenlieferung und -tausch, Meta-, Fremd- und Normdatenbereitstellung usw.). 1990 traten die wissenschaftlichen Bibliotheken Sachsens dem SWB-Verbund aufgrund der Partnerschaft Baden-Württemberg – Sachsen bei. Die Datenbank enthält circa 78 Millionen Bestandsnachweise und 25,1 Mio. Titelnachweise sowie einen stetig wachsenden Anteil an elektronischen Ressourcen (Stand: Januar 2019).

## Bibliotheksservice-Zentrum Baden-Württemberg

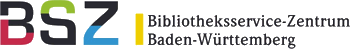
Logo des BSZ

Das Bibliotheksservice-Zentrum Baden-Württemberg (BSZ) ist ein Dienstleister für wissenschaftliche und öffentliche Bibliotheken, Archive und Museen und bietet Datenbanken, Portale, Technischen Support, Hosting und weitere Dienstleistungen an. Organisatorisch ist das BSZ eine Einrichtung im Geschäftsbereich des Ministeriums für Wissenschaft, Forschung und Kunst Baden-Württemberg in der Rechtsform einer unselbständigen Anstalt des öffentlichen Rechts mit Sitz in Konstanz. Es ist 1996 in Konstanz gegründet worden. Außer dem SWB-Verbundsystem gibt es zwei weitere Bereiche:

### Bibliothekssysteme
Im Bereich Bibliothekssysteme ist das BSZ als Kompetenzzentrum für das Integrierte Bibliothekssystem Baden-Württemberg für die Administration des Systems aDIS/BMS auf der Anwendungsebene und den Support zuständig. Das webgestützte integrierte Bibliothekssystem Koha bietet das BSZ ebenfalls seit einigen Jahren als Open Source erfolgreich an.
Das BSZ stellt seinen Bibliotheken auf der Basis des SWB-Verbundkataloges ein System zur elektronischen Eingabe und Bearbeitung von Fernleihbestellungen zur Verfügung. Die Online-Fernleihe bietet komfortable Bestellmöglichkeiten und schnelle Lieferung benötigter Literatur für den Benutzer. Sie gewährleistet kurze Bearbeitungs- und Lieferzeiten sowie hohe Transparenz und Benutzerfreundlichkeit.

### Museen, Archive und Repositorien
Mit dem Bereich Museen, Archive und Repositorien (MARE) betreibt und hostet das BSZ Informationssysteme zur elektronischen Dokumentation und Publikation, zur Internetrecherche, zur Virtuellen Auskunft sowie zur digitalen Langzeitarchivierung für Museen, Archive und Bibliotheken. Die Aktivitäten reichen von der Beschaffung bzw. Entwicklung von Softwarekomponenten, der Festlegung von Formaten und Verfahren bis zur Beratung und Unterstützung von Museen und Bibliotheken. Das BSZ betreut darüber hinaus staatliche Museen in Baden-Württemberg im Kooperationsverbund MusIS in Fragen der Museumsdokumentation und stellt Dienstleistungen für das Landesarchiv Baden-Württemberg zur Verfügung. Das landeskundliche Portal LEO-BW (= Landeskunde entdecken online) ermöglicht die übergreifende Recherche über die Bestände der beteiligten Bibliotheken, Archive und Museen in Baden-Württemberg. Der MusIS-Verbund unterhält für sein Dienstleistungsangebot eine eigene Homepage. Unter musis-service.de findet sich sein Serviceangebot, das unter dem Motto „Ihre digitalen Daten in guten Händen“ steht. Das Informationsangebot bietet einen Überblick über die Dienstleistungen in den Bereichen Erschließung, Präsentation und Archivierung musealer Sammlungen. Weiterhin ist dort eine Übersicht über das Team, Referenzen und weiterführende Hinweise im Wiki zu finden.

## Partnerschaft mit anderen Bibliotheksverbünden
Auf dem 103. Bibliothekartag 2014 in Bremen haben die Verbundzentrale des Gemeinsamen Bibliotheksverbundes (VZG) und das Bibliotheksservice-Zentrum Baden-Württemberg (BSZ) eine strategische Partnerschaft bekanntgegeben. Das Bibliotheksservice-Zentrum Baden-Württemberg (BSZ) und die Verbundzentrale des GBV (VZG) koordinieren länderübergreifend ihre Aktivitäten und teilen Handlungsfelder funktional auf. BSZ und VZG verstehen ihre Zusammenarbeit als einen wichtigen Baustein zur Umsetzung der Empfehlungen der Deutschen Forschungsgemeinschaft (DFG) und des Wissenschaftsrats (WR) zur Neuausrichtung der Informationsinfrastrukturen. Beide Kompetenzzentren betreuen gemeinsam wissenschaftliche Bibliotheken sowie Archive und Museen aus den zehn Bundesländern Baden-Württemberg, Bremen, Hamburg, Mecklenburg-Vorpommern, Niedersachsen, Saarland, Sachsen, Sachsen-Anhalt, Schleswig-Holstein, Thüringen sowie der Stiftung Preußischer Kulturbesitz. Ergänzend kommen Institutionen auf Bundesebene hinzu.
Unter dem Namen K10plus entwickelt sich eine weitere und größere Literaturdatenbank. Seit dem 25. März 2019 werden die Datenbanken des Bibliotheksservice-Zentrum Baden-Württemberg (BSZ) und der Verbundzentrale des Gemeinsamen Bibliotheksverbundes (VZG) mit etwa 200 Millionen umfassenden Bestandsnachweisen zusammengeführt. Das damit verfolgte Ziel besteht in einer effektiven Informationsversorgung für wissenschaftliche Bedarfe auf einer breiten standardisierten Datengrundlage. Hinter K10plus stehen die Online-Katalogdaten von Bibliotheken der Mehrzahl der deutschen staatlichen Hochschuleinrichtungen. Hinzu kommen große Forschungseinrichtungen wie die Leibniz-Institute, Helmholtz-Zentren und die Max-Planck-Institute (Kooperation BSZ/GBV).